# Bernat VIII de Comenge
Bernat VIII de Comenge-Torena (1285-1336) vas ser comte de Comenge i vescomte de Torena. Va succeir al seu pare, Bernat VII, a la sobirania de Comenge el 1312, i el 1335 el va succir el seu fill Joan que va morir el 1339, amb quatre anys d'edat. Bernat VIII era fill de Bernat VII de Comenge i de Laura de Montfort.
Per evitar que la sobirania del comtat de Comenge recaigués a la casa d'Aragó, ja que l'hereva legal era Cecília de Comenge, comtessa d'Urgell i vescomtessa de Torena, germana de Joan I de Comenge, (Cecilia estava casada amb Jaume I d'Urgell), els estats de Comenge van ser heretats per l'oncle de Cecília, Pere Ramon I de Comenge.

## Núpcies i descendència
Bernat VIII de Comenge es va casar en les primeres núpcies amb la seva cosina Puella d´Armagnac, filla de Gerard II, comte d´Armagnac i de Fesensac, i Marta de Bearn. Després d'enviudar, es va tornar a casar amb Margarida de Torena, filla de Ramon VII, vescomte de Turena. Es va casar per tercera vegada amb Marta de l'Isla Jordan, filla de Bernat IV, senyor de l'Isla Jordan i Margarida de Foix.
Bernat VIII va tenir de la seva tercera dona els fills següents:
- Joan de Comenge (1336-1339).
- Cecília de Comenge (-1384). Casada el 1336 amb l'infant Jaume d'Aragó, comte d'Urgell. Fill d'Alfons III, Rei d'Aragó, i de Teresa, comtessa d'Urgell.[5]
- Margarida de Comenge (-1349).
- Joana de Comenge, casada el 1350 amb el seu cosí-germà Pere Ramon II de Comenge. Aquest matrimoni va ser de conveniència per evitar que els Estats Sobirans de Comenge caiguessin en mans estrangeres.
- Elionor de Comenge (-1397). Casada el 17 de novembre de 1349 amb Guillem Roger, comte de Beaufort. Nebot del papa Climent VI.
- Marta de Comenge, monja.
- Beatriu de Comenge, monja.